# Solariella carvalhoi
Solariella carvalhoi är en snäckart som beskrevs av Loper och Cardoso 1958. Solariella carvalhoi ingår i släktet Solariella och familjen pärlemorsnäckor. Inga underarter finns listade i Catalogue of Life.